# 카프카의 심판
《카프카의 심판》(프랑스어: Le procès, 영어: The Trial)은 독일에서 제작된 오슨 웰스 감독의 1962년 드라마, 미스터리, 스릴러 영화이다. 프란츠 카프카의 소설 《심판》을 바탕으로 제작되었다. 안소니 퍼킨스 등이 주연으로 출연하였고 이브스 래플란체 등이 제작에 참여하였다.

## 출연
- 안소니 퍼킨스 - 케이
- 로미 슈나이더 - 레니
- 오슨 웰스 - 알버트

## 한국판 성우진(KBS)
- 김세한 - 케이(안소니 퍼킨스)
- 안경진 - 레니(로미 슈나이더)
- 노민 - 알버트(오슨 웰스)
- 황원 - 케이의 삼촌(피터 샐리스)
- 문영래 - 남성(아킴 타미로프)
- 유해무 - 조사관(빌리 컨스)
- 김창주 - 법관(막스 북스바움)
- 장승길 - 조사관(제스 한)
- 윤병화 - 목사(미카엘 롱스달)
- 문지현 - 그루백 부인(마델라인 로빈슨)
- 김수경 - 버스트너(잔 모로)
- 김익태 - 판매가(윌리엄 차펠)
- 문일옥 - 피틀 부인(쉬잔 플롱)